# Mershepesrê Ini
Mershepesrê Ini II est un roi qui, selon la grande majorité des spécialistes comme von Beckerath, Ryholt et Siesse, devait faire partie de la XIIIe dynastie.

## Attestations
Mershepesrê Ini n'est attesté que par une seule inscription, donnant ses noms de Sa-Râ et de Nesout-bity gravés sur la moitié inférieure d'une statue provenant de l'enceinte d'Amon-Rê à Karnak. À l'époque romaine, la statue a été apportée et enterrée au temple d'Isis à Bénévent, en Italie, où elle a été déterrée en 1957 ; la statue se trouve aujourd'hui dans le Museo del Sannio local,.
Ini peut également être attestée sur le Canon royal de Turin dans la colonne 8, rangée 16, qui dit "Mer...rê". Si cette identification est correcte, Mershepesrê Ini II était l'un des derniers rois de la dynastie. Kim Ryholt propose plutôt que le Mer...re du Canon royal de Turin se réfère à Mersekhemrê Neferhotep II, qu'il considère comme un souverain différent de Mersekhemrê Ined.